# Корінько Іван Васильович
Іван Васильович Корінько (нар. 21 серпня 1948, с. Малижине, Золочівський район Харківської області — 30 червня 2016, м. Харків) — науковець у галузі водного господарства, доктор технічних наук, професор, лавреат Державної премії в галузі науки і техніки (2004).

## Життєпис
Народився 21 серпня 1948 року в селі Малижине Золочівського району Харківської області. Навчався у Харківському інженерно-будівельному інституті, який закінчив у 1975 році. Працював начальником Безлюдівської каналізаційної станції (1979—1995), генеральним директором «Харківкомуночиствод» (1995—2011), генеральним директором комунального підприємства «Харківводоканал» (2011—2016). Одночасно займався науковою діяльністю, займав посади професора кафедри водопостачання, каналізації і гідравліки Харківського національного університету будівництва й архітектури та професора кафедри водопостачання, водовідведення і очищення вод Харківської національної академії міського господарства.
Брав участь у ліквідації наслідків техногенної аварії на Диканевських очисних спорудах Харкова та ліквідації наслідків аварії на Чорнобильській АЕС.
Обирався депутатом Харківської міської ради на строки 1998—2002, 2002—2006 та 2010—2015.

21 серпня 2017 року Івану Корінько було встановлено меморіальну дошку на будівлі «Харківводоканалу», за адресою Ювілейний проспект 28-А.
Іван Корінько помер 30 червня 2016 року Похований на Харківському міському кладовищі № 17.

## Нагороди
- Державна премія України в галузі науки і техніки (2004)
- Заслужений працівник сфери послуг України[7]

## Науковий доробок
- Ремонт и восстановление канализационных сетей и сооружений. Х., 1999
- Влияние тионовых бактерий на экологическую безопасность и эксплуатационную надежность бетонных сооружений водоотведения // ХТВ. 2003. Т. 25, № 1
- Технологические основы промышленной переработки отходов: Учеб. пособ. Х., 2005
- Технологии и оборудование промышленной переработки полимерных отходов: Учеб. пособ. Х., 2008